# إعلان القاهرة (فلم)
إعلان القاهرة (بالصينية: 开罗宣言)، هي فيلم سياسي صيني، عرضت في السينما الصينية سنة 2015، والفيلم تتحدث عن الهجوم العسكري الياباني على الصين، ثم اجتماع قادة التحالف في العاصمة المصرية القاهرة بهدف استرداد الأراضي التي احتلها اليابان مثل تايوان وشبه الجزيرة الكورية، وغيرها.